# Sjung om staden
Sjung om staden är en psalm vars text är skriven av Fred Kaan och översatt till svenska av Per Harling. Musiken till psalm 840 a är skriven av Michael Bojesen och 840 b av Hans Kennemark i Psalmer i 2000-talet.
Musikarrangemanget till 840 b i Psalmer i 2000-talets koralbok är gjort av Gunilla Tornving.

## Publicerad som
- Nr 840 a i Psalmer i 2000-talet under rubriken "Människosyn, människan i Guds hand".
- Nr 840 b i Psalmer i 2000-talet under rubriken "Människosyn, människan i Guds hand".